# 14486 Tuscia
14486 Tuscia este un asteroid din centura principală de asteroizi.

## Descriere
14486 Tuscia este un asteroid din centura principală de asteroizi. A fost descoperit pe 4 octombrie 1994 la San Marcello Pistoiese de Luciano Tesi și Gabriele Cattani. Asteroidul prezintă o orbită caracterizată de o semiaxă mare de 2,36 ua, o excentricitate de 0,07 și o înclinație de 3,3° în raport cu ecliptica.